# フロイド・ハード
フロイド・ハード（Floyd Wayne Heard、1966年3月24日 ‐ ）は、アメリカ合衆国・ウェストポイント出身で短距離走を専門にしていた元陸上競技選手。4×100mリレーと4×200mリレーの元世界記録保持者。200mでは19秒88の自己ベストを持つ、1987年ローマ世界選手権のファイナリスト（6位）である。現在はヒューストン大学で陸上チームのアシスタントコーチを務める。

## 経歴
1987年9月のローマ世界選手権男子200m準決勝を20秒31（+1.2）の全体1位タイで突破し、シニアの世界大会初出場でファイナリストとなった。メダルのかかった決勝は20秒25（-0.4）をマークしたものの、3位と0秒07差の6位に終わった。
1989年8月23日にコブレンツで開催された国際競技大会の男子4×200mリレーにおいてサンタモニカトラッククラブの3走を務め、1分19秒38の世界新記録（当時）樹立に貢献した。
1991年8月3日のヘラクレス男子4×100mリレーでサンタモニカトラッククラブの3走を務め、37秒79の世界タイ記録（当時）樹立に貢献した。
1991年8月の東京世界選手権男子200mでは準決勝で敗退し、2大会連続の決勝進出を逃した。準決勝では組4着までに入れば決勝に進出できたが、組4着と0秒13差の組5着に終わった。
1992年4月25日のペンリレー (en) 男子4×200mでサンタモニカトラッククラブの3走を務め、1分19秒11の世界新記録（当時）樹立に貢献した。
1994年4月17日のマウントサックリレー男子4×200mでサンタモニカトラッククラブの3走を務め、1分18秒68の世界新記録（当時）樹立に貢献した。
2000年7月の全米選手権（兼オリンピックアメリカ代表選考会）男子200m決勝で自己ベストとなる19秒88（-0.3）をマークし、ジョン・カペル（19秒85）に次ぐ2位でシドニーオリンピックアメリカ代表の座をつかんだ。
2000年9月のシドニーオリンピック男子200mには34歳で出場し、決勝には進めなかったものの準決勝まで進出した。

## 自己ベスト
記録欄の（　）内の数字は風速（m/s）で、+は追い風、-は向かい風を意味する。
| 種目    | 記録           | 年月日        | 場所         | 備考                                     |
| ------- | -------------- | ------------- | ------------ | ---------------------------------------- |
| 100m    | 10秒10 (+1.9)  | 1991年6月14日 | ニューヨーク |                                          |
| 100m    | 10秒04w (+2.2) | 1991年6月13日 | ニューヨーク | 追い風参考記録                           |
| 200m    | 19秒88 (-0.3)  | 2000年7月23日 | サクラメント | 2000年世界ランク3位                      |
| 4×100mR | 37秒79         | 1991年8月3日  | モナコ       | 元世界記録 サンタモニカトラッククラブ3走 |
| 4×200mR | 1分18秒68      | 1994年4月17日 | ウォルナット | 元世界記録 サンタモニカトラッククラブ3走 |

## 主要大会成績
| 年   | 大会                        | 場所               | 種目    | 結果         | 記録          | 備考     |
| ---- | --------------------------- | ------------------ | ------- | ------------ | ------------- | -------- |
| 1986 | グッドウィルゲームズ (en)   | モスクワ           | 200m    | 優勝         | 20秒12        |          |
| 1986 | グッドウィルゲームズ (en)   | モスクワ           | 4x100mR | 優勝         | 37秒98 (2走)  |          |
| 1987 | ユニバーシアード (en)       | ザグレブ           | 200m    | 2位          | 20秒44        |          |
| 1987 | ユニバーシアード (en)       | ザグレブ           | 4x100mR | 優勝         | 38秒66 (2走)  |          |
| 1987 | パンアメリカン競技大会 (en) | インディアナポリス | 200m    | 優勝         | 20秒25        |          |
| 1987 | 世界選手権                  | ローマ             | 200m    | 6位          | 20秒25 (-0.4) |          |
| 1989 | ワールドカップ (en)         | バルセロナ         | 200m    | 2位          | 20秒36 (+1.9) |          |
| 1991 | 世界選手権                  | 東京               | 200m    | 準決勝1組5着 | 20秒61 (+2.2) | 全体10位 |
| 2000 | オリンピック                | シドニー           | 200m    | 準決勝2組6着 | 20秒61 (+2.2) | 全体12位 |